# NGC 3726
NGC 3726 ist eine Balken-Spiralgalaxie mit ausgedehnten Sternentstehungsgebieten vom Hubble-Typ SBc im Sternbild Großer Bär am Nordsternhimmel. Sie ist schätzungsweise 41 Millionen Lichtjahre von der Milchstraße entfernt und hat einen Durchmesser von etwa 70.000 Lichtjahren.
Das Objekt wurde am 5. Februar 1788 von William Herschel entdeckt.